# Hylaeus chromaticus
Hylaeus chromaticus är en biart som först beskrevs av Cockerell 1912.  Hylaeus chromaticus ingår i släktet citronbin, och familjen korttungebin. Inga underarter finns listade i Catalogue of Life.

## Bildgalleri

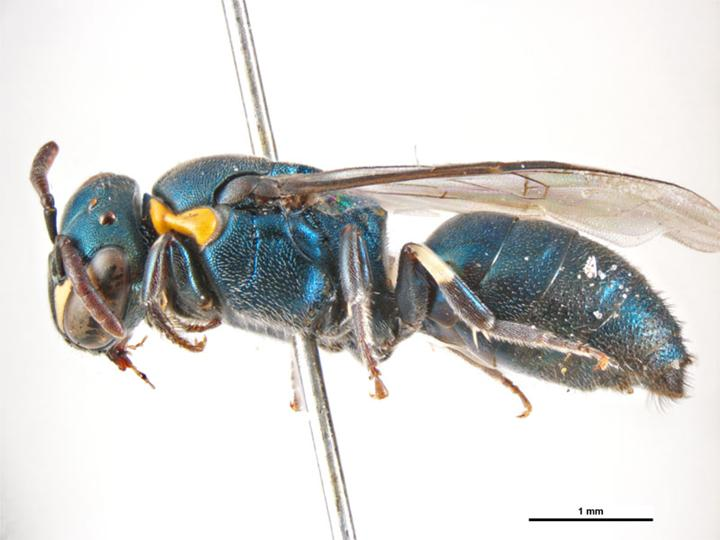
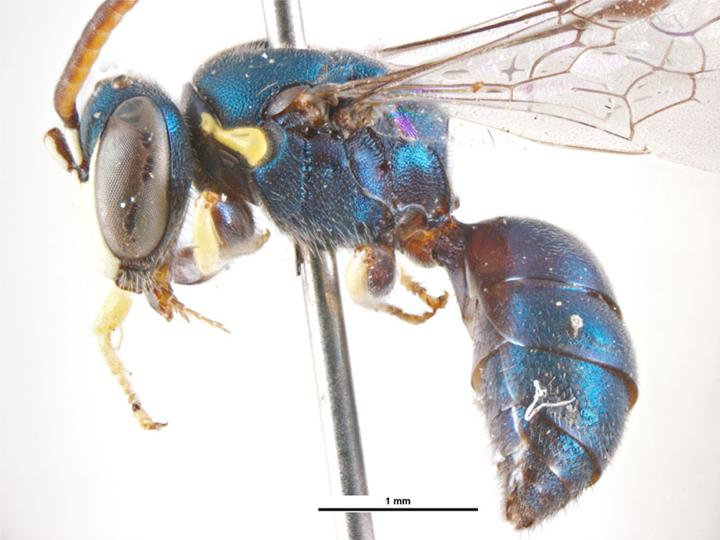